# A Kearsarge Boulogne-nál
A Kearsarge Boulogne-nál Édouard Manet festménye, amely a New York-i Metropolitan Művészeti Múzeum gyűjteményének része.
Manet 1864-ben örökítette meg a Boulogne-sur-Mer partjai előtt horgonyzó USS Kearsarge amerikai hadihajót. Az unióhoz tartozó hajó az amerikai polgárháborúban, 1864. június 19-én, Franciaország közelében elsüllyesztette a déliek fosztogatóhajóját, a CSS Alabamát. Manet nem látta a drámai eseményeket, ennek ellenére egy másik festményen magát a tengeri csatát is megfestette, ez a kép a Philadelphia Museum of Art gyűjteményének része. A horgonyzó USS Kearsarge-t ábrázoló képet a helyszínen készítette. Ez a képpár volt Manet pályafutásának első olyan alkotása, amely kortárs eseményt dolgozott fel.
A kép több címen is futott a különböző gyűjteményekben, Theo van Gogh, Vincent van Gogh fivére például Horgonyzó Alabama (L'Alabama à l'ancre) címen adta tovább a párizsi Gustave Goùpynak. Ő Az Alabama Cherbourg partjainál (L'Alabama au large de Cherbourg) címen értékesítette Paul Durand-Ruel műkereskedőnek. Tőle az amerikai Havemeyer házaspár vette meg. A Metropolitan Művészeti Múzeum gyűjteményébe 1963-ban került.